# 蔡攀龍墓
蔡攀龍墓是清代江南提督蔡攀龍的墓葬，位於中華民國金門縣金湖鎮瓊林，為金門縣縣定古蹟。

## 歷史
蔡攀龍少時家貧，以捕魚為生，從軍後因功被提拔為廈門提標千總，因功升為廈門守備。乾隆四十七年（1782）升閩安左營守備，兩年後升海壇遊擊，隔年又調為澎湖右營遊擊。在平定林爽文事件時被任為臺灣北路協副將，事後因戰功被升為海壇鎮總兵，不久又改任臺灣鎮總兵，隨即又升為福建陸路提督，畫像於紫光閣平臺二十功臣並擢署福建水師提督，不久又補授福建陸路提督兼命參贊大臣。在江南總督任上因讒降調江南狼山鎮總兵，嘉慶三年（1798年）七月卒於任上，第二年歸葬金門。

## 形制
蔡攀龍墓坐北朝南，略微偏東，呈八字，其墓雖為一品官墓，但規制偏小，且無石像生，墓前立有以石獅為柱頭的六角石望柱一對，是金門保存最完好的神道望柱，墓碑由三塊花崗岩拼接而成，中間陰刻有「欽賜健勇巴圖魯參贊大臣福建水陸提督暫補狼山總鎮授振威將軍躍洲蔡公配一品夫人徽柔許氏墓」，上題「嘉慶四年歲次己未荔月吉旦」，下題「孝男機輝同立石」，兩側碑翼上無雕飾。1991年中華民國内政部公告其為第三級古蹟，1997年改為金門縣縣定古蹟。

## 祭祀
由於墓地處於軍事管制區，祭掃需取得軍方允許，但瓊林蔡氏每年清明都能正常祭掃，軍方亦會派人維護墳墓。